# Бурный прилив (фильм)
«Бурный прилив» (англ. The Raging Tide) — фильм нуар режиссёра Джорджа Шермана, который вышел на экраны в 1951 году.
Фильм рассказывает о гангстере из Сан-Франциско Бруно Фэлкине (Ричард Конте), который после убийства своего конкурента вынужден укрыться на небольшой рыболовецкой шхуне, которая принадлежит старому моряку Хэмилу Линдеру (Чарльз Бикфорд). Постепенно Бруно начинают связывать с Хэмилом тёплые, почти родственные отношения и он получает всё большее удовольствие от сурового морского труда. Сын Хэмила Карл (Алекс Никол) поначалу не хочет быть рыбаком, и его больше привлекает преступная романтика Бруно, однако постепенно под влиянием любви к девушке Бруно (Шелли Уинтерс) он меняется и в итоге решает продолжить дело отца.
Несмотря на сильный актёрский состав, включающий Ричарда Конте, Шелли Уинтерс, Чарльза Бикфорда, Стивена Макнэлли и Джона Макинтайра, фильм остался практически незамеченным критикой и зрителями.

## Сюжет
Поздно вечером в Сан-Франциско рэкетир Бруно Фелкин (Ричард Конте) убивает своего конкурента Марти Принса, после чего звонит в полицию, сообщая о его смерти. Скрываясь от полиции, Бруно направляется на квартиру к своей подружке Конни Тэтчер (Шелли Уинтерс), рассчитывая, что она обеспечит ему алиби, однако Конни не оказывается дома. Полиция быстро начинает расследование, сразу подозревая, что Бруно мог быть причастен к убийству. Марти Принс был известен полиции как опасный преступник, и потому детективы говорят между собой, что тому, что его убил, следует вручить медаль перед тем, как его посадят на электрический стул. Через несколько часов детектив полиции, лейтенант Келси (Стивен Макнэлли) находит и допрашивает Конни, которая только что вернулась с работы в ночном клубе. Конни не верит словам Келси о том, что Бруно мог быть убийцей, потому что он очень добр, заботлив и обходителен с ней, и даже оплачивает её учёбу в школе. Тем не менее, она позволяет детективу остаться в её квартире до утра на тот случай, если появится Бруно. Когда Бруно видит, что все выезды из города находятся под контролем полиции, он направляется в порт, где прячется на небольшой рыболовецкой шхуне «Тааге», подслушав разговор рыбаков о том, что она выйдет в море в 4:00 утра. Когда шхуна выходит в открытое море, Бруно видит, как её капитан, старый опытный моряк Хэмил Линдер (Чарльз Бикфорд) спорит со своим взрослым сыном Карлом (Алекс Никол), который ненавидит всё то, чем живёт его отец, и прежде всего, тяжёлую работу рыбака. Выясняется, что за кражу автомобиля Карл был приговорён к тюремному заключению, однако Хэмил взял его на поруки, и теперь Карл по решению суда должен отработать не менее года на шхуне своего отца. Когда сквозь иллюминатор Карл случайно замечает Бруно, тот объясняет, что вчера вечером он потерял работу, после чего крепко напился и не помнит, как оказался на борту их шхуны, где и заснул. Добрый, сострадательный Хэмил тепло принимает Бруно, позволяя ему остаться на борту на время их 3-4-дневного плавания.
Бруно быстро осваивается на шхуне и начинает привыкать к тяжёлой работе рыбака. Когда судно возвращается в Сан-Франциско, Бруно предлагает Карлу работать на него. За приличные для него деньги в 200 долларов в неделю Карл во время остановок в порту должен будет собирать с точек Бруно дань, относя по 100 долларов Конни. Карл, который стремился к красивой городской жизни, с удовольствием хватается за эту возможность. В течение нескольких последующих недель Бруно не покидает шхуну, всё более осваиваясь на ней и овладевая профессией рыбака. Он начинает любить красоту моря, доброго и уравновешенного Хэмила и их честную, тяжёлую работу. При передаче денег от Бруно Карл знакомится с Конни, пытаясь ухаживать за ней, однако она хранит верность Бруно. В свою очередь Келси знает, что Бруно не мог уехать из города и потому рано или поздно придёт к Конни. Детектив устанавливает за девушкой слежку и одновременно продолжает расследование в порту, где видели Бруно в последний раз. Бруно знакомится в порту со старым бедным, но добрым и болтливым моряком Корки Маллинсом (Джон Макинтайр), который, как выясняется, видел, как Бруно бежал по пирсу в ночь убийства, однако не донёс на него полиции. Бруно даёт Корки денег, чтобы тот смог починить свою вышедшую из строя лодку и выйти в море, и этот поступок высоко оценивает Хэмил, который дружит с Корки. Карл всё больше привыкает к городской жизни. На зарплату Бруно он купил себе хороший костюм, дорогую машину и регулярно приглашает Конни в ресторан. Однако Хэмил не доволен тем, что его сын стал неаккуратен в работе и когда он отчитывает его, Карл грубо отталкивает отца, который вылетает с палубы и падает на пирс. Видя эту сцену, Бруно, который уже предупреждал Карла, чтобы тот относился к отцу с уважением, приходит в ярость и набрасывается на Карла. Начинается драка, в ходе которой Бруно избивает Карла. Когда всё успокаивается, Хэмил обрабатывает раны сына и одновременно благодарит Бруно за то, что тот его защитил.
Карл влюбляется в Конни, и она тоже проявляет всё больший интерес к молодому привлекательному и приятному в общении мужчине, хотя по-прежнему верна Бруно. Однажды Келси говорит Конни, что ему известно о её «новом парне», далее сообщая, что Карл купил себе новую машину на имя 64-летнего Корки Маллинса, который исчез. Несмотря на настойчивые просьбы Келси Конни отказывается помогать ему в задержании Бруно. В ресторане за ужином с Карлом она рассказывает ему, что Келси знает о его машине. Карл сознаётся ей, что работает на Бруно, но хочет уволиться как можно скорее. Далее он объясняет, что зарегистрировал машину на имя своего друга Корки, так как сам находится на испытательном сроке и не может получить права. Конни опасается, что через Карла Келси выйдёт на Бруно, после чего даёт Карлу понять, что он ей нравится. Во время очередного выхода в море Карл просит прощения у отца за то, что толкнул его, делая первый шаг навстречу их духовному примирению и сближению, после чего растроганный Хэмил обращается с благодарственной молитвой к богу за то, что тот вернул ему сына. Келси приезжает в порт, чтобы посмотреть, чем занят Карл, чуть было не замечая работающего на «Тааге» Карла. На шхуне Карл заявляет Бруно, что встречается с Конни, и они друг другу нравятся. Бруно говорит, что значит за ним следит полиция, заявляя, что человек, с которым Карл разговаривал на пирсе, был копом. Бруно угрожает Карлу, говоря, что любой, кто попытается его обмануть, в итоге заканчивает плохо. Во время плавания они находят в море обломок шхуны Корки, понимая, что тот погиб. Бруно винит в его смерти себя, однако Хэмил благодарит его за то, что он дал возможность Корки заниматься любимым делом.
По возвращении в Сан-Франциско Бруно тайно встречается с Конни. После поцелуев и романтических объятий Бруно просит её достать фирменный бланк компании Марти Принса. Когда они встречаются на следующий вечер, Бруно говорит Конни, что планирует уплыть вместе с ней в Южную Америку, но сначала она должна позвонить в полицию и намекнуть, что это Карл убил Марти. Конни не хочет этого делать и пытается возражать, но Бруно целует её на прощание и быстро уходит. На шхуне после выхода в море Бруно подбрасывает в карман куртки Карла офисные бланки Марти Принса и орудие убийства. Этим же вечером во время ловли рыбы Карл говорит Бруно, что больше не будет работать на него, так как решил стать моряком на шхуне отца, а также, что собирается жениться на Конни. Карл также требует, чтобы Бруно покинул их шхуну по прибытии в порт. Конни намекает Келси, где находится Бруно. Тем же вечером «Тааге» попадает в страшный шторм. Хэмил говорит Бруно, что он благодарен ему за то, что тот вернул ему Карла, и хотел бы, чтобы у него был бы такой сын, как он. Тронутый словами Хэмила, Бруно спускается в кубрик и уничтожает подброшенные Карлу улики. По мере усиления шторма Бруно и Карл всё с большим трудом удерживают лодку на плаву. В конце концов огромная волна смывает Карла смывает за борт, и зная, что он не умеет плавать, Бруно ныряет в океан, чтобы его спасти. Хотя ему удаётся поднять Карла на борт, самого Бруно накрывает массивная волна, и его уносит в открытое море. Позднее Келси даёт Конни понять, что Бруно не вернулся из плавания. Вскоре Хэмил выходит на пенсию, передав шхуну и свой бизнес Карлу. Своему другу в порту Хэмил объясняет, что Карл полностью переменился благодаря Бруно и Конни. И хотя Хэмил клянёт себя за то, что потерял Бруно, он счастлив, что благодаря ему обрёл другого достойного человека. Карл с Конни вместе готовят шхуну к отплытию, и видно, что они счастливы друг с другом.

## В ролях
- Шелли Уинтерс — Конни Тэтчер
- Ричард Конте — Бруно Фелкин
- Чарльз Бикфорд — Хэмил Линдер
- Алекс Никол — Карл Линдер
- Стивен Макнэлли — лейтенант Келси
- Джон Макинтайр — Корки Маллинс
- Тито Вуоло — Барни Скриона
- Чабби Джонсон — «генерал» Болл
- Минерва Урескал — Джонни Мэй Свонсон

## Создатели фильма исполнители главных ролей
Режиссёр картины Джордж Шерман поставил за свою продолжительную творческую карьеру, которая охватила период с 1937 по 1978 год, 112 художественных фильмов, 72 из которых являются вестернами категории В. Он также поставил семь фильмов нуар и криминальных драм, среди которых наиболее заметными были «Секрет Свистуна» (1946), «Кража» (1948) с участием Шелли Уинтерс и «Спящий город» (1950) с участием Ричарда Конте.
В фильме была занята целая группа признанных актёров жанра фильм нуар. В частности, Ричард Конте известен по главным ролям в таких лентах, как «Плач большого города» (1948), «Воровское шоссе» (1949), «Дом незнакомцев» (1949), «Водоворот» (1950) и «Голливудская история» (1951), а после этого фильма — в таких картинах, как «Синяя гардения» (1953), «Большой ансамбль» (1955), «Секреты Нью-Йорка» (1955) и «Братья Рико» (1957). Шелли Уинтерс дважды награждалась премией Оскар за роли второго плана в фильмах «Дневник Анны Франк» (1959) и «Клочок синевы» (1965), она также номинировалась на Оскар за фильмы «Место под солнцем» (1951) и «Приключение „Посейдона“» (1972). Среди наиболее значимых фильмов нуар Уинтерс — «Двойная жизнь» (1947), «Плач большого города» (1948, вместе с Конте), «Он бежал всю дорогу» (1951), «Телефонный звонок от незнакомца» (1952), «Ночь охотника» (1955) и «Большой нож» (1955). Чарльз Бикфорд трижды номинировался на Оскар за роли второго плана в фильмах «Песня Бернадетт» (1943), «Фермерская дочь» (1947) и «Джонни Белинда» (1948). Актёр также сыграл памятные роли второго плана в фильмах нуар «Падший ангел» (1945), «Грубая сила» (1947), «Женщина на пляже» (1947) и «Водоворот» (1950). Среди 18 фильмов нуар Стивена Макнэлли наиболее наибольшего успеха достигли «Крест-накрест» (1949), «Выхода нет» (1950), «Женщина в бегах» (1950), «Доля секунды» (1953) и «Жестокая суббота» (1955), а Джон Макинтайр сыграл в 12 фильмах нуар, среди которых «Джонни-стукач» (1949) с Уинтерс, «Место преступления» (1949), «Под прицелом» (1951) с Конте и «История в Феникс-сити» (1955).

## История создания фильма
Фильм основан на романе Эрнеста К. Ганна «Фиддлерс Грин», рабочее названием фильма было также «Фиддлерс Грин».
По информации Американского института киноискусства, некоторые сцены фильма снимались на натуре в Сан-Франциско.
По информации «Голливуд репортер», первоначально на роль Генерала Бола был взят актёр Джесси Уайт, однако после того, как Уайт заболел, его сменил Чабби Джонсон.
«Голливуд репортер» от июля 1953 года сообщил, что «агентство Ferry and Pickman подало в суд на Чарльза Бикфорда, требуя с актёра 2500 долларов комиссионных за роль в этом фильме, получив эти деньги через Гильдию киноактёров США. Бикфорд однако утверждал, что он играл в этом фильме уже после того, как его контракт с агентством истёк». Как далее сообщает сайт Американского института кино, «итог разбирательства по этому спору неизвестен».

## Оценка фильма критикой
Как после выхода фильма на экраны, так и в наше время фильм не привлёк к себе особого внимания критики. Современный киновед Майкл Кини лишь отметил, что этот, «немного сентиментальный фильм и его неожиданный финал оказывают умеренное воздействие на зрителя».
Среди актёров современные киноведы отметили Ричарда Конте в главной роли. Кини также выделил Бикфорда в роли старого доброго моряка, Макнэлли в роли «терпеливого копа, который выжидает, когда появится Конте, а также Макинтайра в роли старого морского волка, который видел, как Конте убегал с места убийства, но не может сказать это точно».